# Хенри Гловал
Хенри Ј. Гловал (Henry J. Gloval) је измишљени капетан свемирског брода SDF-1 у цртаној серији Роботек. У оригиналном јапанском серијалу Супердимензионална тврђава Макрос име му је Бруно Ј. Глобал (ブルーノ・J・グローバル). Капетан Гловал је бивши совјетски (италијански у Макросу) капетан подморнице укључен у обнову ванземаљског брода SDF-1 Макрос који се 1999. године срушио на Земљу. Он је главни заповедник на броду током битке са расом ванземаљаца Зентраеда.
Пре него што је постао главнокомандујући на Макросу, био је капетан УН војне подморнице Марко Поло као и УН свемирског брода Годар, који је уништио одметнути сестрински брод Циолковски, када је рефлексно оружје први пут употребљено у правој борби.
У Роботеку му глас позајмљује Грег Финли (Greg Finley), а у Макросу Мичио Хазама (Michio Hazama).

## Лични подаци
- Старост: 46 година
- Боја косе: црно-сива
- Боја очију: смеђа
- Висина: 194 cm
- Тежина: 85 kg
- Крвна група: О
- Статус: капетан свемирске тврђаве SDF-1